# Andowiak długoogonowy
Andowiak długoogonowy (Thomasomys ischyrus) – gatunek ssaka z podrodziny bawełniaków (Sigmodontinae) w obrębie rodziny chomikowatych (Cricetidae).

## Zasięg występowania
Andowiak długoogonowy występuje na wschodnich zboczach Andów w północnym i środkowym Peru.

## Taksonomia
Gatunek po raz pierwszy zgodnie z zasadami nazewnictwa binominalnego opisał w 1914 roku amerykański teriolog Wilfred Hudson Osgood nadając mu nazwę Thomasomys cinereus ischyrus. Holotyp pochodził z Tambo Almirante, 65 km na wschód od Chachapoyas, w pobliżu Uchco, w regionie Amazonas, w Peru.
Południowa populacja T. ischyrus z Cordillera de Carpish, w regionie Huánuco jest rozproszona i może reprezentować nieopisany gatunek. Autorzy Illustrated Checklist of the Mammals of the World uznają ten takson za gatunek monotypowy.

### Etymologia
- Thomasomys: Oldfield Thomas (1858–1929), brytyjski zoolog, teriolog; gr. μυς mus, μυος muos „mysz”[8].
- ischyrus: gr. ισχυρος iskhuros „mocny, silny”[9]; ουρα oura „ogon”[10].

## Morfologia
Długość ciała (bez ogona) 132–138 mm, długość ogona 151 mm, długość ucha 23 mm, długość tylnej stopy 30–31 mm; brak danych dotyczących masy ciała. 

## Ekologia
Zamieszkuje lasy górskie na wysokości 3000 do 3350 m n.p.m.. Jest gryzoniem naziemnym.

## Populacja
Mogą być lokalnie powszechne. Jest ich coraz mniej.

## Zagrożenia
Główne zagrożenia to wylesianie, fragmentacja siedliska, i rolnictwo.